# Michael Scheike
Michael Scheike (* 11. September 1963 in Braunschweig) ist ein ehemaliger deutscher Fußballspieler und späterer -trainer.

## Vereinskarriere
Scheike begann 1974 in der D-Jugend von Eintracht Braunschweig mit dem Fußballspielen und durchlief danach die Jugend- und Amateurmannschaften des Vereins. 1983 rückte er in den Profikader der Eintracht auf, wo er von 1983 bis 1991 aktiv war. Dabei machte der Abwehrspieler in den ersten beiden Spielzeiten 37 Spiele in der Bundesliga, das erste davon am 5. November 1983: in der Partie bei Bayer 04 Leverkusen (0:3) wurde er nach der Halbzeitpause für Michael Geiger eingewechselt. Sein einziges Bundesligator erzielte er am 18. Mai 1985 bei der 2:3-Niederlage in Bielefeld zum zwischenzeitlichen 2:2-Ausgleich. Am 1. Juni 1985 machte er sein letztes Bundesligaspiel beim 2:1-Sieg bei Bayer 05 Uerdingen. Nach dem Abstieg der Braunschweiger blieb er dem Verein treu und absolvierte in den kommenden fünf Jahren 84 Zweitligaspiele für die Eintracht, in denen er zwei Tore erzielte. Dabei waren seine einzigen Spiele der Saison 1990/91 – am zehnten und elften Spieltag – nur noch zwei Kurzeinsätze von wenigen Minuten, bevor ihn Verletzungsprobleme dazu zwangen, seine Karriere vorzeitig zu beenden.

## Nationalmannschaft
1984 erhielt Scheike zwei Berufungen zur U-21-Nationalmannschaft. Am 27. März wurde er in Osnabrück beim 1:1 gegen die Mannschaft der Sowjetunion für Roland Grahammer eingewechselt; im folgenden Spiel am 17. April 1984 beim 0:0 gegen die griechische U-21-Auswahl in Aschaffenburg stand er in der Anfangsformation, wurde aber gegen Herbert Hoos ausgewechselt.

## Trainerlaufbahn
Nach seiner aktiven Laufbahn erwarb Scheike die Trainerlizenz des DFB und arbeitete unter anderem zweieinhalb Jahre an einer Fußballschule in Mallorca. In der Saison 2000/01 war er kurzzeitig für die Mannschaft des Regionalligisten Rot-Weiss Essen verantwortlich. Zum 1. Juli 2005 wurde er Jugendtrainer des Braunschweiger Vereins HSC Leu 06. Zur Saison 2007/08 übernahm er diese Funktion beim Hannoverschen SC, die er im Februar 2008 beendete. Seit 2011 ist Scheike sowohl Trainer als auch 1. Vorsitzender des FC Braunschweig.